# Про що мовчить Ластівка
«Про що мовчи́ть Ла́стівка» (рос. О чём молчи́т Ла́сточка; ОЧМЛ) — роман, написаний у співавторстві Оленою Малісовою та Катериною Сільвановою. Книга є продовженням роману «Літо в піонерській краватці», що розповідає про кохання між піонером Юрою та вожатим Володею у піонерському таборі влітку 1986 року.

## Сюжет
Сюжет твору розгортається переважно через 20 років після розставання героїв – 2006-2007 рр. у Німеччині та Україні. По ходу розвитку подій книга повертає читача у літо 1986 року, де розповідає багато нового від імені вожатого Володі.

## Видання
Роман, як і його попередня частина, раніше вийшов в Інтернеті. У серпні 2022 року видавництво Popcorn Books, яке випустило першу частину, повідомило про вихід «Про що мовчить Ластівка». Обсяг книги становив 688 сторінок, початковий наклад — 200 000 екземплярів.

## Відгуки
Максим Мамлига у своїй рецензії зазначив, що автори поставили перед собою амбітне завдання — показати стосунки дорослих героїв, яким уже 36 та 38 років. «Адже, погодьтеся, приємно знати, що життя після 30 є, і дуже щасливе. Усі карти викладають герої: головне — незгасне бажання бути один з одним, але більше й насамперед — вміння слухати один одного, піклуватися один про одного, поважати межі один одного, бажання змінюватися заради коханої людини»; на думку Мамлиги, це не просто сиквел, а «серйозна та ґрунтовна книга».
Критик Аня Кузнєцова відносить роман до «літератури травми», відзначаючи його спорідненість з романом Кейт Расселл «Моя темна Ванесса» і «Подією» Анні Ерно: спогади про минуле, що травмує, змушують обох героїв вдаватися до селфхарму і алкоголю.

## Цензура
- На видавців «ЛВПГ» та «ОЧМЛ» порушили адміністративну справу про «пропаганду ЛГБТ»[5].